# 高階絵里加
高階 絵里加（たかしな えりか、1964年 - ）は、日本の美術史学者。京都大学人文科学研究所教授。
父は同じく美術史家の高階秀爾。祖父は哲学者の高階順治。

## 略歴
東京生まれ。
1984年、筑波大学附属高等学校卒業。
1988年、東京大学文学部美術史学科卒業。
1999年、同大学院博士課程修了。「芳翠・清輝・天心における西洋 : 受容と交流の諸問題」にて博士（文学）取得。
2000年、京都大学人文科学研究所助教授。2007年、同准教授。

## 人物
- 西洋美術等の翻訳を行うが、博士論文は山本芳翠、黒田清輝、岡倉天心を扱った近代日本美術に関するもの。
- 結婚していた時の松本姓での仕事もある。

## 著書
- 『異界の海：芳翠・清輝・天心における西洋』（三好企画） 2000、改訂版 2006.1

## 翻訳
- 『モネ睡蓮』（チャールズ・スタッキー、高階秀爾, 松本絵里加と共訳、中央公論社） 1988
- 『19世紀の美術』（ドナルド・レノルズ、高階秀爾, 松本絵里加共訳、岩波書店、ケンブリッジ西洋美術の流れ6） 1989
- 『モネ』（ジャン＝ポール・クレスペル、岩波書店、岩波世界の巨匠） 1992
- 『ピカソ：天才とその世紀』（マリ=ロール・ベルナダック, ポール・デュ・ブーシェ、創元社） 1993
- 『マネ』（サラ・カー＝ゴム、岩波書店、岩波世界の巨匠） 1994
- 『北斎百人一首』（ピーター・モース、岩波書店） 1996
- 『なぞとき美術館』（ルーシー・ミクルスウェイト構成、ルーシー・ミクルスウェイト、フレーベル館） 2000
- 『シャガール』（モニカ・ボーム=デュシェン、岩波書店、岩波世界の巨匠） 2001
- 『モネ』（カーラ・ラックマン、岩波書店、岩波世界の巨匠） 2003